# Paweł Żółtowski
Paweł Żółtowski-Cieszkowski, ps. Ogończyk (ur. 24 grudnia 1889 w Niechanowie, zm. 25 lipca 1985 w Krakowie) – polski ziemianin, działacz społeczny, major dyplomowany kawalerii Wojska Polskiego, w czasie II wojny światowej jeden z głównych działaczy organizacji konspiracyjnej „Uprawa”. 

## Życiorys
Urodził się w wielkopolskiej rodzinie ziemiańskiej, znanej z zaangażowania patriotycznego i społecznikowskiego; syn Stanisława Żółtowskiego herbu Ogończyk (1849-1908) z Niechanowa i Marii z Sapiehów Kodeńskich herbu Lis (1855-1929) z Knyszyna. W 1931 r. został adoptowany przez Augusta Alfreda Cieszkowskiego, ziemianina i senatora II RP. Od tej pory używał nazwiska Żółtowski-Cieszkowski. Był bratem Adama (1881–1958), filozofa, polityka, Leona (1877–1956), polityka, Tomasza (1897–1935), podporucznika taborów rezerwy, Zofii (1887–1975), Marii (1891–1894) i Jadwigi (1893–1895).
Otrzymał staranne wykształcenie. Ukończył Szkołę Realną w Poznaniu, studiował rolnictwo w Louvain  oraz nauki społeczne w Berlinie i Londynie. W 1912 r. rozpoczął służbę wojskowa w armii niemieckiej, w czasie I wojny światowej walczył na frontach zachodnim (od 1914 r.) i wschodnim (od 1915 r.). 
4 lutego 1919 wstąpił ochotniczo do Wojska Wielkopolskiego. Wziął udział w Powstaniu Wielkopolskim, służąc w szeregach 1 pułku strzelców wielkopolskich, przemianowanego później na 55 pułk piechoty. Następnie brał udział w wojnie z Ukraińcami, walcząc pod Lwowem. Wyróżnił się 20 kwietnia 1919 dowódząc II batalionem pułku w walce pod wsią Nawaria. 8 czerwca 1920 dowódca pułku, podpułkownik Gustaw Paszkiewicz sporządził wniosek o odznaczenie go Orderem Virtuti Militari, lecz nie został on zatwierdzony przez Naczelnego pomimo tego, że został poparty przez generałów: Wacława Iwaszkiewicza i Daniela Konarzewskiego.
2 stycznia 1920 rozpoczął naukę w Wojennej Szkole Sztabu Generalnego w Warszawie jako słuchacz II kursu. 16 kwietnia, w związku z przygotowaniami do wyprawy kijowskiej, przerwano mu naukę i przydzielony do Oddziału II Naczelnego Dowództwa WP. Później w sztabie gen. Jana Romera na Ukrainie i na froncie południowo-wschodnim. W lipcu i sierpniu 1920 pełnił służbę w Dowództwie Grupy Operacyjnej Jazdy na stanowisku szefa Oddziału III. 27 sierpnia 1920 został zatwierdzony z dniem 1 kwietnia 1920 w stopniu rotmistrza, w kawalerii, w grupie oficerów byłej armii niemieckiej. Pełnił wówczas służbę w sztabie 14 Dywizji Piechoty.
Od stycznia do 6 września 1921 kontynuował naukę w Szkole Sztabu Generalnego. Od 1 czerwca 1921 a jego oddziałem macierzystym był 25 pułk ułanów. Po ukończeniu kursu minister spraw wojskowych na wniosek szefa Sztabu Generalnego przyznał mu „pełne kwalifikacje do pełnienia służby na stanowiskach Sztabu Generalnego” i przydzielił do Generalnego Inspektoratu Jazdy w Warszawie. 3 maja 1922 został zweryfikowany w stopniu rotmistrza ze starszeństwem od 1 czerwca 1919 i 65. lokatą w korpusie oficerów jazdy (od 1924 – kawalerii). Później został przydzielony do Oddziału III Sztabu Generalnego w Warszawie na stanowisko kierownika referatu. We wrześniu 1923 został przydzielony do VII Brygady Jazdy w Poznaniu na stanowisko szefa sztabu. 31 marca 1924 prezydent RP nadał mu stopień majora ze starszeństwem z dnia 1 lipca 1923 i 19. lokatą w korpusie oficerów jazdy. Z dniem 1 lipca 1924 został przydzielony do 3 Dywizji Kawalerii w Poznaniu na stanowisko szefa sztabu. Z dniem 10 września 1924 został przeniesiony do 15 pułku ułanów. Z dniem 1 maja 1925 został mu przedłużony stan nieczynny o kolejne cztery miesiące. Z dniem 31 sierpnia 1925 został przeniesiony do rezerwy. W 1934, jako oficer rezerwy pozostawał w ewidencji Powiatowej Komendy Uzupełnień Warszawa Miasto III. Posiadał przydział do Oficerskiej Kadry Okręgowej Nr I. Był wówczas w grupie oficerów „powyżej 40 roku życia”.
Był m.in. dyrektorem Wielkopolskiej Izby Rolniczej i radcą ds. handlu zagranicznego w Ministerstwie Rolnictwa. Od 1937 r. administrował majątkiem rolnym, odziedziczonym po Auguście Cieszkowskim. Działał też w Stronnictwie Zachowawczym.
Walczył w kampanii wrześniowej 1939 r., dotarł do Lwowa, gdzie służył w sztabie obrony miasta. Uniknął niewoli sowieckiej i powrócił do Warszawy. Podjął pracę konspiracyjną w szeregach Związku Walki Zbrojnej-Armii Krajowej. Wraz Karolem Hilarym Tarnowskim i Leonem Krzeczunowiczem współtworzył struktury organizacji ziemian przemysłowców "Uprawa". Był kierownikiem tej organizacji na Obszar Warszawa. Walczył w Powstaniu Warszawskim, w którym został ranny. W 1945 r. przeniósł się do Krakowa. Był inwigilowany przez organy bezpieczeństwa. Nie mógł podjąć stałej pracy, utrzymywał się z tłumaczeń i nauki języków obcych. Udzielał się w środowisku ziemiańskim i intelektualnym, współpracował ściśle z ks. kard. Adamem Stefanem Sapiehą, który był bratem jego matki.  

## Życie prywatne
W 1922 r. ożenił się z Anną Potocką herbu Pilawa (1898-1982) z Chrząstowa (dziś dzielnica Koniecpola). Ich dzieci:
- Julia Anna (ur. 1923), zamężna z Wacławem Bnińskim (1923-1998)[30],
- Maria Zofia (ur. 1928), zamężna z Arturem Potockim (1923-2006)[31],
- Elżbieta Nika (ur. 1935), zamężna z Maciejem Janem Wężykiem-Widawskim herbu Wąż (1925-1994), oboje byli zawodnikami TS "Wisła" i reprezentantami Polski w koszykówce[32].

## Ordery i odznaczenia[33]
- Krzyż Oficerski Orderu Odrodzenia Polski
- Krzyż Walecznych trzykrotnie[34]
- Krzyż Żelazny